# MUJIN-無尽-
『MUJIN-無尽-』（むじん）は、岡田屋鉄蔵による日本の漫画。幕末の剣士・伊庭八郎を主人公とする歴史漫画で、『ヤングキングアワーズ』（少年画報社）にて、2014年3月号から連載中。

## あらすじ
時は慶応4年（1868年）5月、戊辰戦争真っ只中。場所は箱根、三枚橋の上で、突如新政府軍に寝返った小田原藩の兵士に、旧幕府軍遊撃隊隊長・伊庭八郎は左手を斬られる。手を斬った兵士をその場で斬り伏せ、自ら左手を引きちぎり、立て続けに2、3人斬った伊庭は怒号を発し、小田原藩兵を退ける。しかし左腕の失血はひどく、従者の荒井鎌吉が背負って味方の陣地へ送り届けようとする。意識を失いそうになる伊庭が眠らないように、鎌吉は伊庭と出会ったころの昔話を語り始める。

## 登場人物

### 伊庭家
江戸下谷の剣術流派心形刀流宗家。幕末江戸四大道場の一つに数えられる練武館を切り盛りしている。
伊庭八郎秀穎（いば はちろう ひでさと）
心形刀流宗家八代目伊庭軍兵衛秀業の嫡男。幼少期は病弱なため剣も取らず、食べることに興味がなかった。色白で背が低いが人形のような整った顔立ちをしている。伊庭家独特の複雑な家庭環境もあってか、老成したところがあり、同世代よりも年長者との付き合いが多い。真面目で真っ直ぐで曲がったことが大嫌いな性格。元服後は剣の道に進み、秀業ら伊庭家の人達からは将来の宗家十代目を嘱望されており、本人もその期待に応えたいと思っている。秀業の急遽で巻き起こった後継者問題を解消すべく、試衛館の沖田宗次郎との三本勝負に挑む。秀俊の養子となり、その後講武所に出仕。
伊庭軍兵衛秀業（いば ぐんべえ ひでなり）
八代目伊庭軍兵衛。元の名は三橋銅四郎。八郎の実父。剣の道に進んだ八郎を心身ともに鍛えあげ、将来を期待していたが、志半ばでコロリで急死。
伊庭軍兵衛秀俊（いば ぐんべえ ひでとし）
九代目伊庭軍兵衛。元の名は塀和惣太郎。秀業の養子となり、はじめ八郎の義兄、秀業の死後は八郎の義父となる。温厚な性格で、八郎との仲は良好。
三橋虎蔵（みつはし とらぞう）、信八郎（しんぱちろう）
秀業の甥で、心形刀流の剣術を学ぶ兄弟。一時期伊庭家に住んでいた。後に講武所に出仕。
兄の虎蔵は温厚なのに対し、弟の信八郎は気が強く、秀俊を毛嫌いしている。
武司（たけし）、惟安（これやす）、亥朔（いさく）
八郎の実弟たち。
礼子（れいこ）
秀俊の長女で、八郎の義理の妹。八郎に淡い恋心を抱いている。
義蔵（よしぞう）
秀俊の長男で、礼子の実弟で、八郎の義理の弟。おとなしい性格。

### 八郎の周りの人々
荒井鎌吉（あらい かまきち）
八郎の子分で、料亭「鳥八十」で働く板前。伊庭家公認の八郎の遊び相手。この物語の語り手でもある。実在の人物。
本山小太郎（もとやま こたろう）
幕臣。八郎の一、二歳上の親友。おおらかで人当たりのいい性格。
中根淑（なかね きよし）
幕臣。八郎の四歳上の親友。かつて心形刀流を学んでいたが、脚を患い文学の道に進む。八郎とは子供のころからの付き合いで、兄のように慕われている。
左近（さこん）
吉原遊廓の稲本楼の女郎。同じ稲本楼の花魁・野分を姉のように慕う。鉄火肌で豪胆な性格。八郎と恋仲となる。八郎から見て二、三歳下。
お夕（おゆう）
八郎と小太郎が馴染みにしている岡場所の女郎。昔を語ろうとはしないが、教養があることから、元は武家の娘だったと思われる。
沢村田之助（さわむら たのすけ）
当代一の歌舞伎役者。富長事件で襲撃を受けた八郎を助ける。
入沢（いりさわ）
練武館門人。富長事件で襲撃を受けた同門の八郎を助ける。

### 講武所
男谷精一郎
山岡鉄太郎
佐々木只三郎
榊原鍵吉
榎本釜次郎

### 試衛館
近藤周斎
天然理心流剣術道場試衛館の師範。かねてより心形刀流道場練武館と交流がある。
島崎勝太→近藤勇
天然理心流次期当主。生真面目な性格。
土方歳三
多摩弁で話すふてぶてしい態度の薬売りの男。試衛館に入り浸っている。八郎の悪所通い仲間。
沖田宗次郎→沖田総司
八郎より一歳上の天才剣士。目が細く色黒で背の高い男。飄々とした性格で誰それかまわずずけずけと喋る。
永倉新八
山南敬助
藤堂平助

## 書誌情報
- 岡田屋鉄蔵 『MUJIN-無尽-』 少年画報社〈ヤングキングコミックス〉、既刊13巻（2025年5月30日現在）
  1. 2015年2月28日発売、ISBN 978-4-7859-5487-1
  2. 2015年10月30日発売、ISBN 978-4-7859-5651-6
  3. 2016年6月30日発売、ISBN 978-4-7859-5806-0
  4. 2017年5月30日発売、ISBN 978-4-7859-6023-0
  5. 2018年6月30日発売、ISBN 978-4-7859-6233-3
  6. 2019年2月27日発売、ISBN 978-4-7859-6388-0
  7. 2019年11月29日発売、ISBN 978-4-7859-6567-9
  8. 2020年9月30日発売、ISBN 978-4-7859-6762-8
  9. 2021年11月30日発売、ISBN 978-4-7859-7043-7
  10. 2022年8月30日発売、ISBN 978-4-7859-7216-5
  11. 2023年5月30日発売、ISBN 978-4-7859-7403-9
  12. 2024年3月29日発売、ISBN 978-4-7859-7629-3
  13. 2025年5月30日発売、ISBN 978-4-7859-7949-2